# Адроге
Адроге́ (исп. Adrogué) — город в Аргентине в провинции Буэнос-Айрес. Часть агломерации Большой Буэнос-Айрес. Административный центр муниципалитета Альмиранте-Браун.

## История
История города начинается с марта 1873 года, когда губернатор провинции Буэнос-Айрес утвердил его план, разработанный отцом и сыном Канале — архитекторами итальянского происхождения. Город получил название «Альмиранте-Браун» (в честь национального героя Аргентины адмирала Уильяма Брауна). Чуть раньше предприниматель Эстебан Адроге превратил свою находившуюся в этих местах частную резиденцию в отель, так как многие богатые аргентинцы хотели построить здесь для себя летние домики, и им надо было где-то временно остановиться. Адроге также пожертвовал земли для железнодорожной станции, главной площади города, мэрии и ряда основных зданий. Адроге предложил, чтобы железнодорожная станция называлась «Альмиранте-Браун», но так как это название уже использовалось, а использование для названия объектов имён спонсоров было в то время обычным делом, то в итоге станцию назвали «Адроге».
В Альмиранте-Браун провёл свои детские годы знаменитый аргентинский писатель Хорхе Луис Борхес; впоследствии он посвятил городу сборник стихов. Также Борхес заявлял, что Адроге — это то место, где в Аргентине впервые сыграли в футбол.
В конце 1990-х годов город «Альмиранте-Браун» был переименован в «Адроге».